# Frischluftlaterne

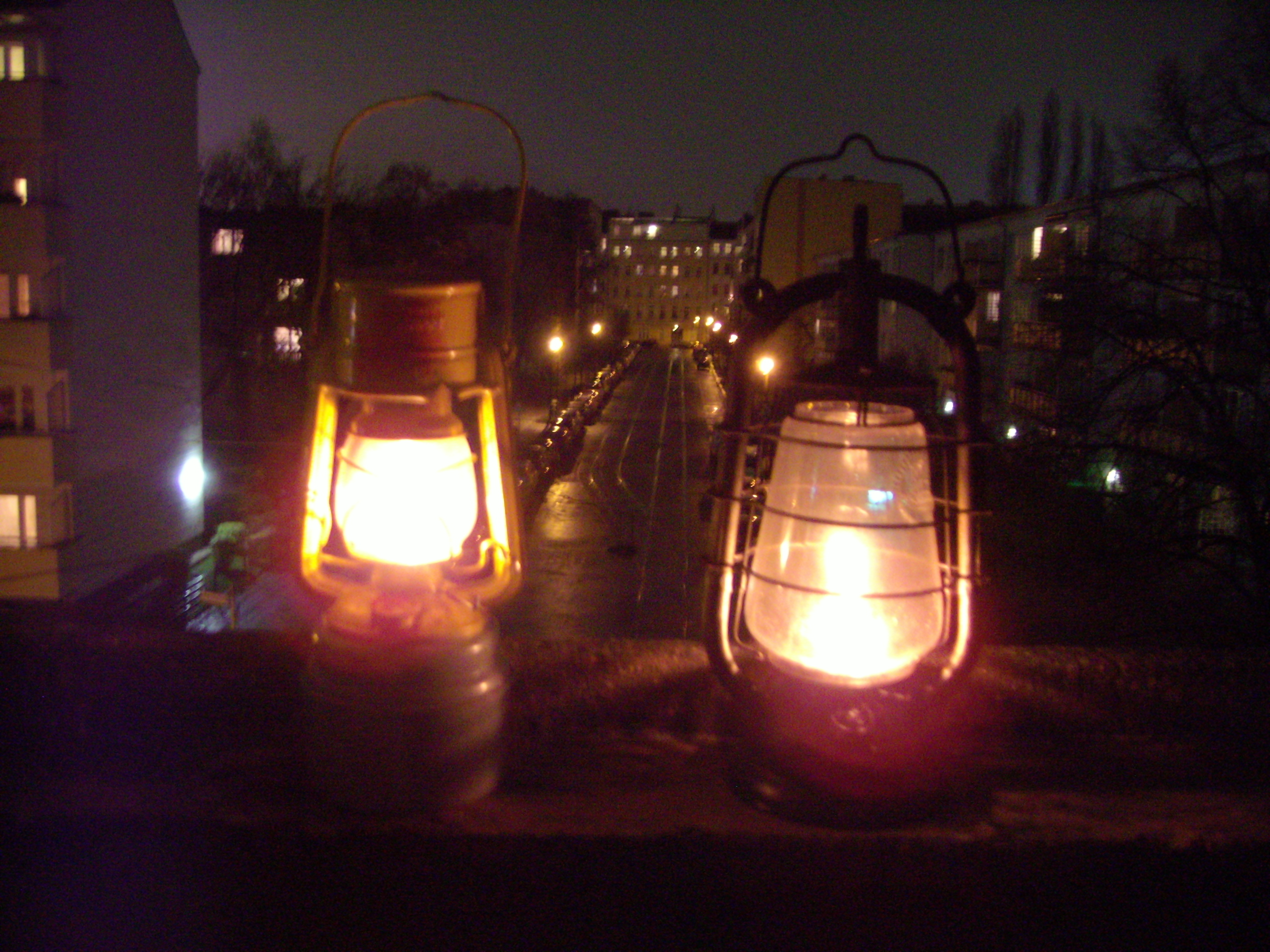
Mischluftlaterne rechts und Frischluftlaterne links

Unter einer Frischluft- oder Kaltluftlaterne versteht man zumeist eine ölbetriebene Sturmleuchte, bei der die Abluft durch den Schlot entweichen kann. Die Frischluft wird am heißen Schlot entlanggeführt und somit für den Verbrennungsprozess vorgewärmt. Durch die hohlen Holme wird sie danach der Brennflamme zugeführt. Im Gegensatz zu Mischluftlaternen brennen die Frischluftlaternen wegen des höheren Sauerstoffgehaltes in der Verbrennungsluft mit einer hellen Flamme. Die Abluft ist allerdings rußhaltiger, der Verbrauch im Verhältnis zur Lichtausbeute höher.
Bekannte Hersteller sind:
- Feuerhand
- Fröhlich und Wolter, ab 1926 Frowo genannt[1]
- R. E. Dietz